# Lago Tietzow
El lago Tietzow (en alemán: Tietzowsee) es un lago situado al norte de la ciudad de Berlín, en el distrito rural de Prignitz Oriental-Ruppin —junto a la frontera con el estado de Mecklemburgo-Pomerania Occidental—, en el estado de Brandeburgo (Alemania); tiene un área de 44 hectáreas y una profundidad máxima de 8 metros.
Es uno de los lagos que pertenece al sistema de lagos Rheinsberg.